# 芦原出口
芦原出口（あしはらでぐち）は、大阪府大阪市浪速区の阪神高速道路15号堺線の出口。堺方面のみ接続するハーフICである。芦原出口を出た際にあるJR大阪環状線の高架が桁下2.5mなので大型車の通行が禁止されている。

## 道路
- 阪神高速15号堺線(15-03)

## 接続する道路
- 大浪通

## 周辺
- JR環状線芦原橋駅
- 南海高野線（汐見橋線）芦原町駅
- 木津川
- 芦原自動車教習所

## 隣
阪神高速15号堺線
(15-01)湊町出入口 - (15-02)汐見橋入口 - (15-03)芦原出口 - 南開JCT - 南開TB - (15-04)津守出入口 - (15-05)玉出出入口